# Yoshino Kyohei
Yoshino Kyohei (吉野 恭平 Yoshino Kyohei, sinh ngày 8 tháng 11 năm 1994 ở Miyagi) là một cầu thủ bóng đá người Nhật Bản. Anh thi đấu cho Sanfrecce Hiroshima.

## Sự nghiệp thi đấu
Yoshino Kyohei gia nhập Tokyo Verdy năm 2013. Vào tháng 8 năm 2014, anh chuyển đến Sanfrecce Hiroshima. Vào tháng 7 năm 2016, anh chuyển đến Kyoto Sanga FC.

## Thống kê câu lạc bộ
Cập nhật đến ngày 23 tháng 2 năm 2017.
| Thành tích câu lạc bộ | Thành tích câu lạc bộ | Thành tích câu lạc bộ | Giải vô địch | Giải vô địch | Cúp                   | Cúp                   | Cúp Liên đoàn | Cúp Liên đoàn | Châu lục | Châu lục  | Khác    | Khác      | Tổng cộng | Tổng cộng |
| Mùa giải              | Câu lạc bộ            | Giải vô địch          | Số trận      | Bàn thắng    | Số trận               | Bàn thắng             | Số trận       | Bàn thắng     | Số trận  | Bàn thắng | Số trận | Bàn thắng | Số trận   | Bàn thắng |
| Nhật Bản              | Nhật Bản              | Nhật Bản              | Giải vô địch | Giải vô địch | Cúp Hoàng đế Nhật Bản | Cúp Hoàng đế Nhật Bản | J. League Cup | J. League Cup | AFC      | AFC       | Khác1   | Khác1     | Tổng cộng | Tổng cộng |
| --------------------- | --------------------- | --------------------- | ------------ | ------------ | --------------------- | --------------------- | ------------- | ------------- | -------- | --------- | ------- | --------- | --------- | --------- |
| 2013                  | Tokyo Verdy           | J2 League             | 9            | 0            | 1                     | 0                     | –             | –             | –        | –         | –       | –         | 10        | 0         |
| 2014                  | Tokyo Verdy           | J2 League             | 14           | 1            | 1                     | 0                     | –             | –             | –        | –         | –       | –         | 15        | 1         |
| 2015                  | Sanfrecce Hiroshima   | J1 League             | 0            | 0            | 2                     | 0                     | 2             | 0             | –        | –         | –       | –         | 4         | 0         |
| 2016                  | Sanfrecce Hiroshima   | J1 League             | 2            | 0            | –                     | –                     | –             | –             | 1        | 0         | 0       | 0         | 3         | 0         |
| 2016                  | Kyoto Sanga FC        | J2 League             | 13           | 0            | 2                     | 0                     | –             | –             | –        | –         | 1       | 0         | 16        | 0         |
| Tổng                  | Tổng                  | Tổng                  | 38           | 0            | 6                     | 0                     | 2             | 0             | 1        | 0         | 1       | 0         | 49        | 0         |

1Bao gồm Siêu cúp Nhật Bản và Promotion Playoffs to J1.